# Chinezul Timișoara
El Chinezul Timișoara (hongarès: Temesvári Kinizsi) fou un club de futbol romanès de la ciutat de Timișoara.

## Història

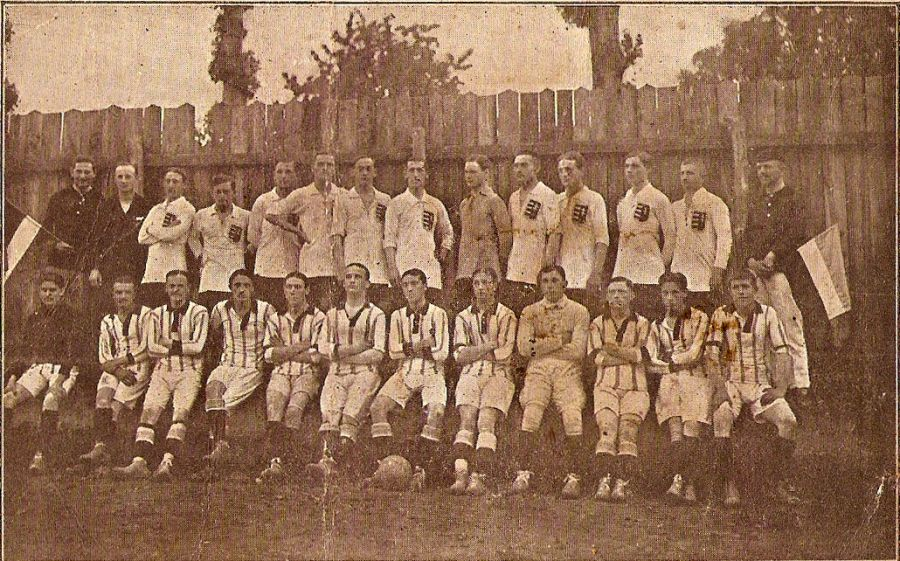
Temesvári Kinizsi i Tatabányai SC el 1914.

Va ser fundat l'any 1910 a la ciutat de Temesvár (actual Timișoara), Àustria-Hongria), amb el nom Temesvári Kinizsi SE, amb el suport dels treballadors del ferrocarril local. Va ingressar al campionat hongarès el 1911. Després de la Primera Guerra Mundial, la ciutat esdevingué part de Romania i el club adoptà el nom Chinezul Timișoara.
Evolució del nom:
- 1910: Temesvari "KINIZSI" Sport Egyesület
- 1919: Clubul Sportiv Feroviar "CHINEZUL" Timisoara
- 1936: Fusió amb Clubul Sportiv "ILSA" Timisoara von 1923
- 1941: Fusió amb Clubul Atletic Muncitoresc (C. A. M.) Timisoara esdevenint "CHINEZUL - C. A. M." Timisoara
- 1946: Refundat Clubul Atletic Muncitoresc (C. A. M.) Timisoara
- 1949: Dissolt

## Palmarès
- Lliga romanesa de futbol: 
  - 1921-22, 1922-23, 1923-24, 1924-25, 1925-26, 1926-27